# アンディア山地
アンディア山地（バスク語: Andiako mendilerroa, スペイン語: Sierra de Andía）は、スペイン・ナバーラ州西部にある山地。バスク山脈の一部である。

## 地理
ナバーラ州の州都パンプローナから西北西に約20㎞の距離に位置し、ナバーラ州とバスク州ギプスコア県の州境に近い。ウルバサ山地から一続きの山地であるが、高原性のウルバサ山地とは異なり、切り立った崖を持つ山が連なっている。隣接するウルバサ山地とともに、1997年にウルバサ＝アンディア自然公園に指定されている。最高峰は標高1,493mのベリアイン山。

## 主な山
- 1,493m ベリアイン山（英語版）
- 1,416m イウルバイン山
- 1,350m レシツァ山
- 1,348m アモロ山
- 1,269m ペーニャ・ブランカ山
- 1,237m パゴモチェタ山

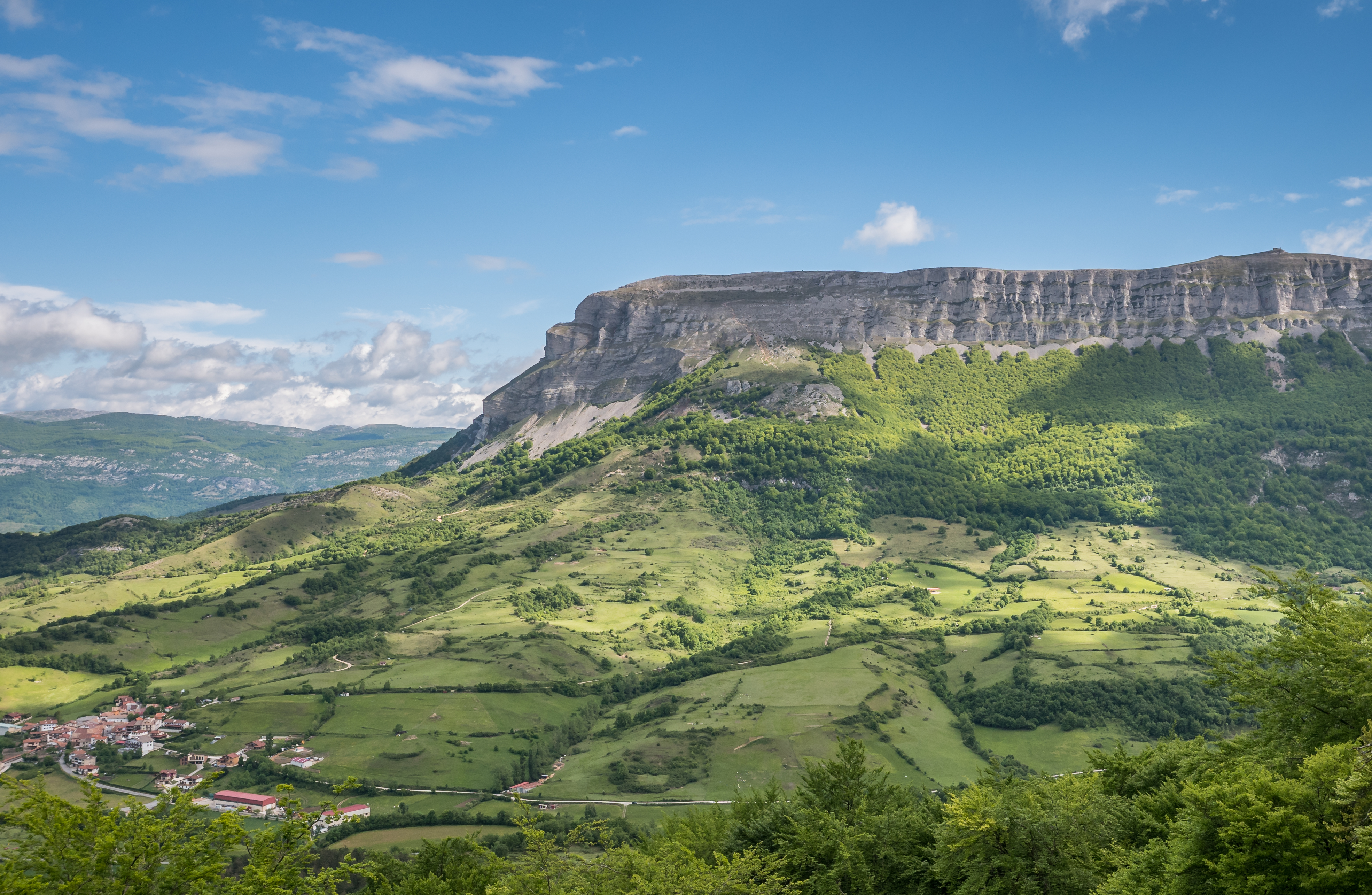
標高1,416mのイウルバイン山

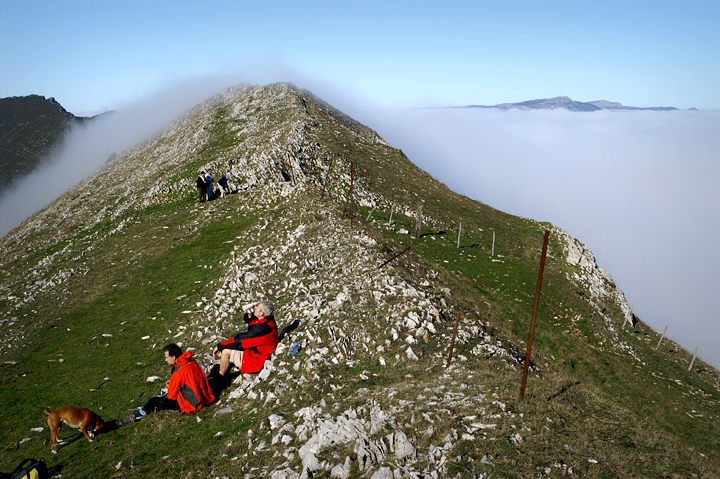
標高1,125mのチュレギ山の山頂

- 1,236m エウスカル・エリコ・エルディグネア山
- 1,228m エスカラボロ山
- 1,192m アイツォロツ山
- 1,176m ドロコテカ山
- 1,171m サラツァ山
- 1,265m アルト・デ・ラス・ボルダス・ビエハス山
- 1,133m エリメンディ山
- 1,235m エロルディア山
- 1,001m ガステル3世山
- 1,272m イドイチキ山
- 1,222m トリニダ・デ・イトゥルゴイエン山
- 1,237m マルカスコ山
- 982m メンディセライア山
- 1,217m ムガガ山
- 1,139m サトゥルステギ2世山
- 1,125m チュレギ山
- 1,152m ソイオラガナ山
- 1,183m ラルダンブル山